# Église Saint-Germain-d'Auxerre de Vault-de-Lugny
Pour les articles homonymes, voir Église Saint-Germain-d’Auxerre.
L'église de Vault-de-Lugny est une église située à Vault-de-Lugny, en France.

## Localisation
L'église, placée sous le patronage de saint Germain d'Auxerre, est située dans le département français de l'Yonne, commune de Vault-de-Lugny, sur la rivière "Le Cousin".
Le village est à environ 5 km d'Avallon et 15 km de Vézelay.

## Description

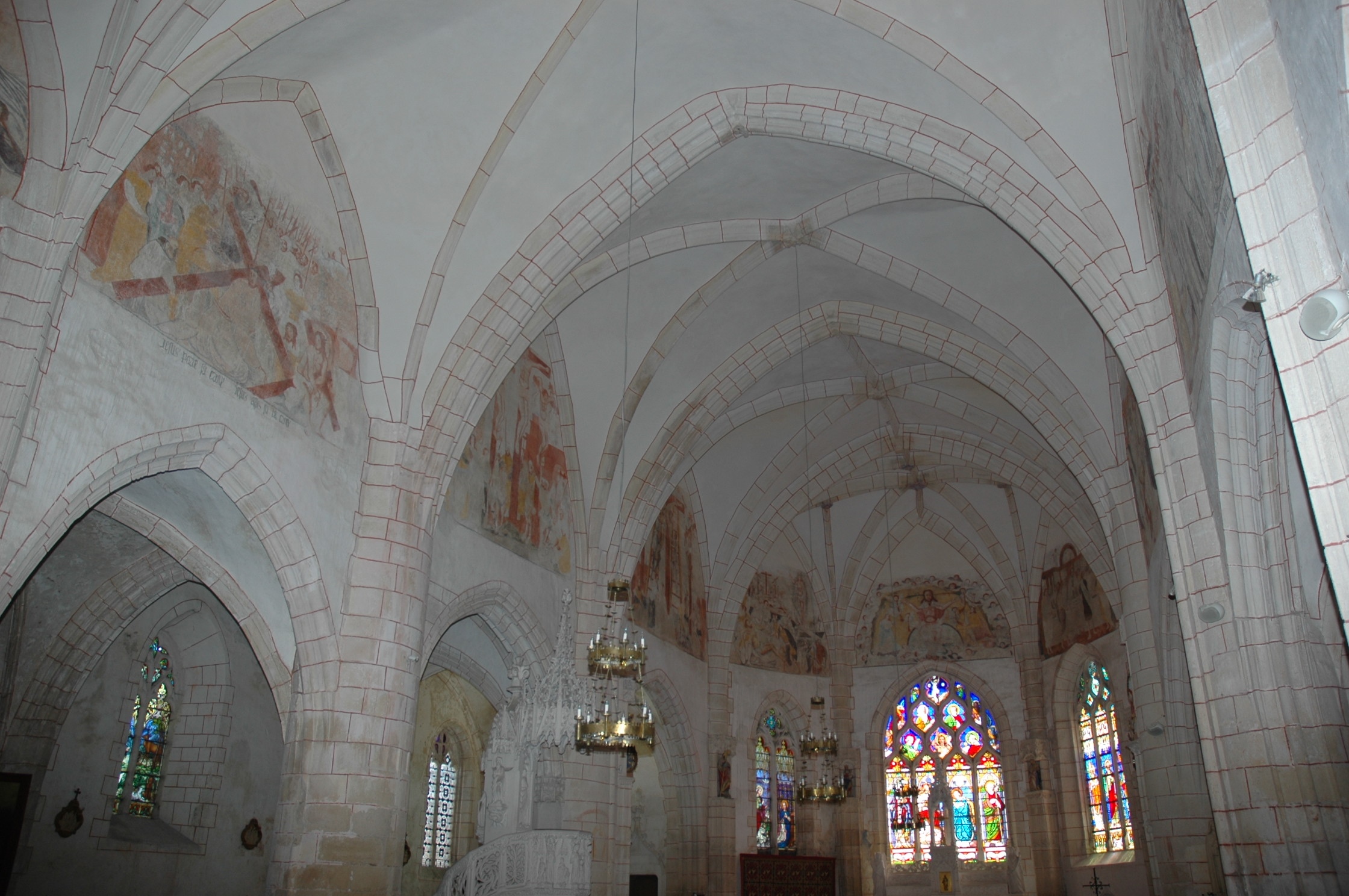
Vue d'ensemble des peintures murales

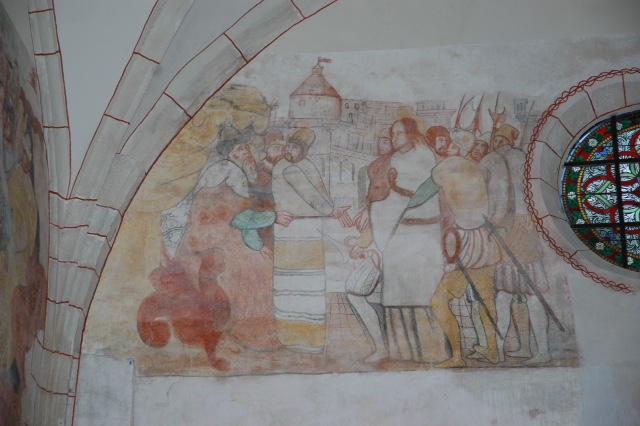
Pignon Ouest: Jésus devant Pilate

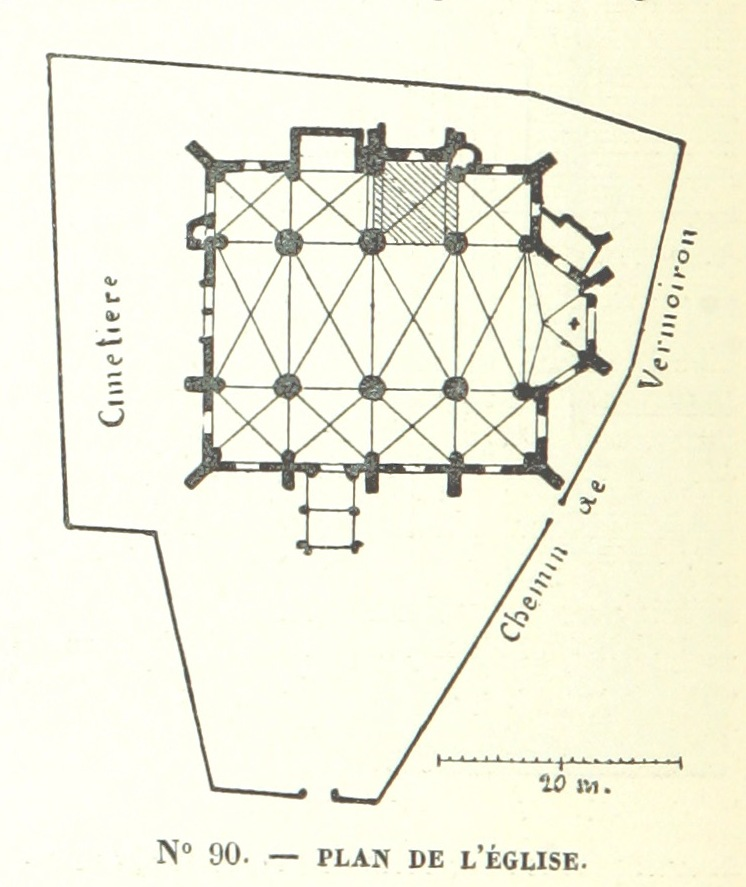
Plan

L'église Saint-Germain-d'Auxerre de Vault de Lugny est intéressante sur de nombreux points. Elle fait également l'objet d'une description assez détaillée sur le site de l'Office de tourisme d'Avallon .
Cette église abrite, en particulier, un ensemble complet de 13 peintures murales, faisant le tour de la partie supérieure de l'édifice.
Ces peintures datent du milieu du XVIe siècle. Les images de cette page n'en donnent qu'une idée, mais elles sont décrites en détail sur le site réalisé par  l'Association des Amis de l'église de Vault de Lugny.
À l'occasion des restaurations de 2012-2013, puis de 2014, le professeur Henri Mitterand, natif de Vault-de-Lugny, a publié en 2012 un ouvrage "Peintures murales de la passion : le maître de Vault de Lugny" édité par l'association des Amis de l'église de Vault-de-Lugny et préfacé par André Villiers, président du conseil départemental à cette date.
L'église abrite d'autres œuvres d'art et objets remarquables, tels:
- les autres peintures murales situées au-dessus de la porte d'entrée et sur les murs latéraux ouest et nord
- la Litre_funéraire  (XVIe siècle)
- le Christ en bois polychrome (milieu du XVIe siècle)
- le maître autel et la chaire de style néo-gothique, en pierre tendre, réalisés par le sculpteur Guillaumet en 1878
- le dallage de l'église constitué de pierres tombales antérieures à 1750
- la chapelle des Rolley, dans la nef de gauche qui abrite une cuve baptismale vraisemblablement originaire de l'église antérieure (XVe siècle)

## Historique
L'édifice a une histoire complexe. Sous sa forme actuelle, il date probablement de la première moitié du XVIe siècle ; ses dimensions correspondent à un village d'environ 1200 habitants, plus important que le village actuel. 
D'ailleurs, selon l'abbé Parat, l'église de Vault ne ressemble à aucune autre de la campagne avallonaise, car sa largeur égale presque sa longueur et on a pu croire qu'elle devait se prolonger. C'est donc un beau vaisseau et il était à peine suffisant à l'époque de sa construction. La population, en effet, un siècle après la guerre de Cent Ans avait remonté à un chiffre qu'on n'a plus revu. En 1543 le Vault comptait 550 habitants, le hameau de Vermoiron 343, celui de Valloux 310, au total 1200 habitants.
L'église est bâtie à l'emplacement d'une ancienne église romane, beaucoup plus modeste, sans doute édifiée par les Hospitaliers de Pontaubert. Sa construction fut commencée vers 1500 par Aubert de Jaucourt, seigneur du lieu avec le chœur et les deux premières travées de la nef dans un style ogival. À la mort d'Aubert de Jaucourt vers 1527, les travaux s'arrêtèrent.
En 1538 Jehan Rolley, un autre bienfaiteur, fait construire la chapelle nord, comme en témoigne une pierre gravée scellée dans le mur. Le fils d'Aubert de Jaucourt, Hardy, reprend les travaux qui sont terminés avant 1554. Ainsi, cette chapelle et les deux dernières travées témoignent d'un style nouveau qui emprunte à l'art de la Renaissance. Après 1554, Louis de Jaucourt embrasse la religion calviniste et, jusqu'à la révocation de l'édit de Nantes (1685), les deux religions coexistent au village.
Pendant la Révolution, l'église devient temple de la Déesse Raison. Il existe même sur la porte une inscription peu lisible signée du conventionnel Pierre Bourbotte, natif de Vault de Lugny.
L'édifice est classé au titre des monuments historiques en 1908.